# Emil Vacík
Emil Vacík (* 23. července 1956) je český ekonom a inženýr. Zároveň je profesorem na Fakultě ekonomické Západočeské univerzity v Plzni, kde je současně proděkanem pro strategii a rozvoj. Dříve působil jako vedoucí katedry podnikové ekonomiky a managementu. Zabývá se především Risk managementem, Strategickým managementem, rozborem řízení výkonnosti firmy a managementem procesů. Původně vystudoval na Vysoké škole strojní a elektrotechnické v Plzni Fakultu elektrotechnickou. V pozdější době studoval na VŠE, Fakultě podnikohospodářské vysoké školy ekonomické, kde získal titul Ph.D. v oboru Management podniku. V roce 2006 se stal docentem v oboru Risk management a v roce . V době po Sametové revoluci působil na vedoucích funkcích mnoha podniků, například Bukovecké papírny či Škoda Enegro . Od roku 2012 je členem pracovní komise pro strategii a rozvoj ve vysokém školství.